# Албарян, Назар Саркисович
Наза́р Сарки́сович Албаря́н (4 мая 1943 — март 2021) — советский борец вольного стиля, чемпион СССР, участник Олимпийских игр 1968 года в Мехико, мастер спорта СССР международного класса (1967). Увлёкся борьбой в 1959 году. В 1962 году выполнил норматив мастера спорта СССР. Участвовал в шести чемпионатах страны (1962—1971 годы).
На Олимпиаде Албарян по очкам победил румына Георге Стоичку, за явным преимуществом одолел австралийца Джона Кинсела, по очкам выиграл у болгарина Баю Баева, по очкам уступил южнокорейца О Джон Нёну.  В пятом туре советский атлет победил итальянца Винченцо Грасси, но набрал много штрафных очков и выбыл из борьбы за медали, заняв итоговое 4-е место.

## Спортивные результаты
- Вольная борьба на летней Спартакиаде народов СССР 1967 года — ;
- Летние Олимпийские игры 1968 года — 4 место[2][3].